# Shakra

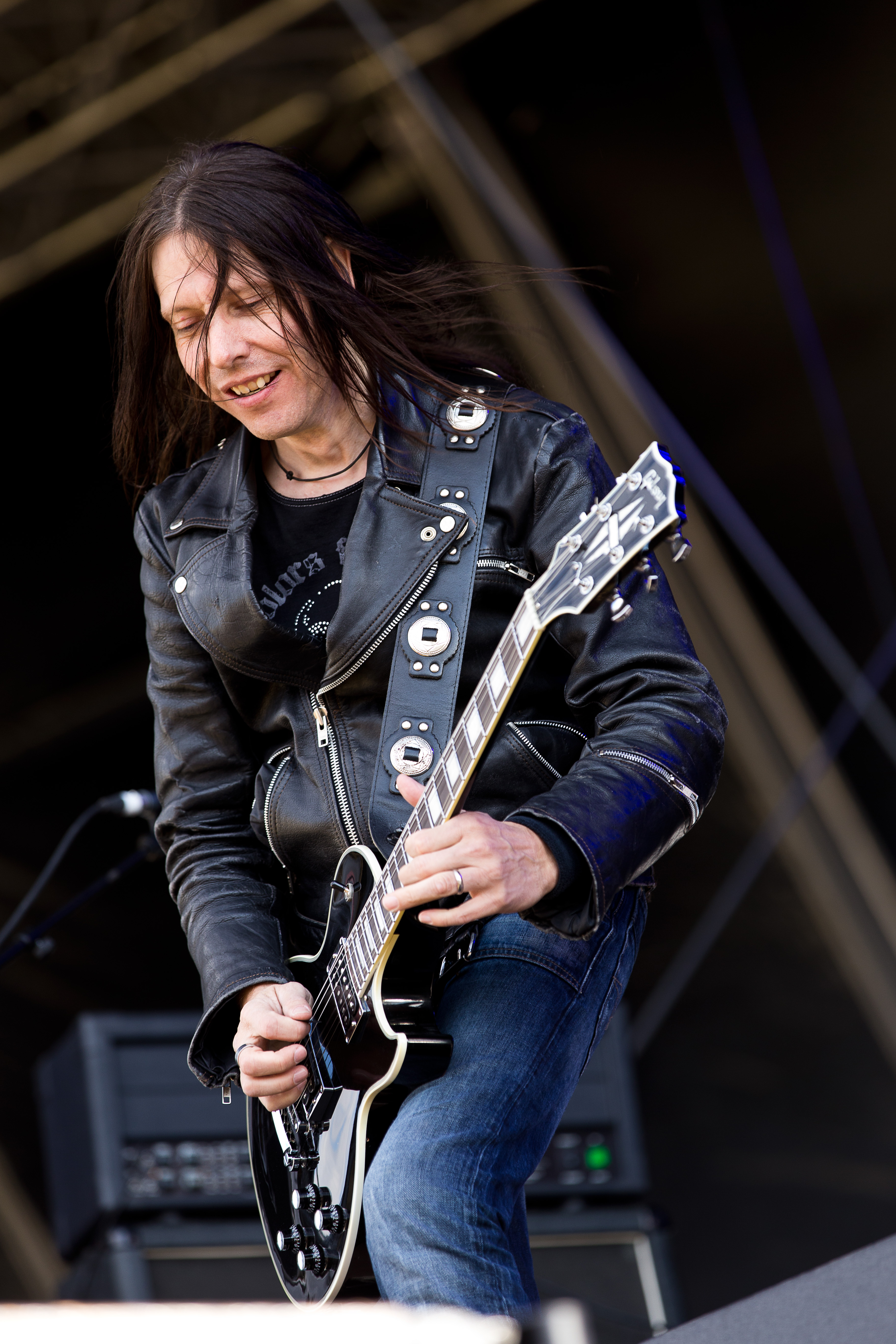
Gitarrist Thomas Blunier auf dem Rockharz 2016

Shakra ist eine Schweizer Hard-Rock-Band aus Trub im Emmental im Kanton Bern, die sich Mitte der 1990er-Jahre formierte. Die Band spielt harten, kernigen Rock und wird oft als Nachfolger der bekannten Schweizer Band Krokus genannt. Der Bandname Shakra stammt von Chakra, was in einer esoterischen, asiatischen Lehre die sieben Zentren des Körpers beschreibt, durch welche die Energie fliesst. Diese Wahl fiel nicht aus esoterischen Gründen, sondern vielmehr, weil der Name kurz, aussprechbar, prägnant und nicht wie alle anderen Bandnamen klang.

## Geschichte
Erste Bühnenerfahrung sammelte die Urformation schon im Jahr 1990, damals noch unter ihrem alten Bandnamen «Ruckus». Vier Jahre später standen die Emmentaler Hardrocker als Vorgruppe von Krokus, Gotthard und Chroming Rose auf der Bühne. Ab 1995 nannte sich die Band Shakra und machte ihrem Ruf als überzeugende Liveband alle Ehre. Geradliniger und schnörkelloser Hardrock galt bald als Markenzeichen der Band.
Zwei Jahre später unterzeichnete Shakra einen weltweiten Produktions- und Vertriebsvertrag mit dem Label Point Music. Das selbstbetitelte Debütalbum Shakra wurde 1998 veröffentlicht, eine Eigenproduktion (wie auch die darauf folgenden Veröffentlichungen) des Gitarristen Thom Blunier. 1999 erschien dann der Zweitling Moving Force. Während einer Tournee mit Uriah Heep entstand die erste Live-CD The Live Side.
Nach einem weiteren Karriereschritt mit Power Ride (2001) folgte für die Band ein Tiefschlag, da der Sänger Pete Wiedmer Shakra aus gesundheitlichen Gründen verlassen musste. Doch Shakra liess sich nicht vom Kurs abbringen und verpflichtete mit Mark Fox einen charismatischen Nachfolger. Fox, zu dem Zeitpunkt erst 23 Jahre alt, meisterte seinen ersten Auftritt als Frontmann von Shakra am Bang Your Head Festival 2002 in Balingen vor 15'000 Zuschauern mit Bravour. Dem erfolgreichen Auftritt folgen Festivals wie das Wacken Open Air und das Rock Machina in Spanien. 2003 wurde das vierte Studioalbum Rising veröffentlicht, welches sich sieben Wochen in den Schweizer Albumcharts hielt. Auch in Deutschland schafften es die Emmentaler Hardrocker in die Charts, und in Frankreich folgten Headliner-Shows.
Im Jahr 2005 wechselte die Band zum Label AFM Records, wo zunächst das neue Album Fall erschien und wenig später dann auch der gesamte Backkatalog wiederveröffentlicht wurde. Das Album wurde durch eine Europatour als Support von Hammerfall und Stratovarius beworben. Weitere Höhepunkte waren Auftritte im Vorprogramm von Iron Maiden (Juni 2005) in Uster. 
Im Frühjahr 2007 veröffentlichte die Band das sechste Studioalbum Infected. Damit gelang Shakra der bisher höchste Charteinstieg in den Schweizer Charts: Bereits in der ersten Woche stieg die Scheibe auf Platz sieben ein. Noch während der Headlinertour durch Europa im Frühjahr 2009 erschien dann mit Everest das bis dato erfolgreichste Album der Band und stieg auf Platz vier der Charts ein.
Am 26. Mai 2009 gab Mark Fox seinen Ausstieg bei Shakra auf Ende Oktober 2009 bekannt. Am 3. November 2009 fand die Band den indischstämmigen John Prakesh als neuen Sänger. Das Album Back On Track erschien am 25. Februar 2011 und toppte wiederum seinen Vorgänger mit einem Einstieg auf Platz zwei der Schweizer Charts.
Am 23. April 2014 wurde über die offizielle Internetpräsenz mitgeteilt, dass Sänger John Prakesh die Gruppe verlassen wird.
„Es kam überraschend. Wir hatten nie auch nur den geringsten Streit. Wir verstanden uns auch neben der Musik sehr gut!“, kommentierte Gitarrist Thom Blunier den plötzlichen Ausstieg des Sängers.
Im Oktober 2015 wurde bekannt, dass Mark Fox zum Wiedereinstieg mit Shakra wieder ein Album aufgenommen hatte. High Noon ist seit Januar 2016 im Ladenregal erhältlich.
Im November 2017 erschien das Album Snakes & Ladders. Das Album erreichte Platz 3 der Schweizer Charts.
Im März 2020 erschien das Album «Mad Word», welches Platz 2 in den Schweizer Charts erreichte.
Im Juni 2023 kam dann bereits das nächste Album heraus: «Invincible». Mit dieser Scheibe wurde nach 10 Jahren endlich wieder Platz 1 in den Schweizer Charts erreicht. Die Band tourte bis im Oktober 2024 mit diesem Album durch Europa.

## Diskografie

### Alben
| Jahr | Titel                    | Höchstplatzierung, Gesamtwochen, AuszeichnungChartplatzierungen (Jahr, Titel, Platzierungen, Wochen, Auszeichnungen, Anmerkungen) | Höchstplatzierung, Gesamtwochen, AuszeichnungChartplatzierungen (Jahr, Titel, Platzierungen, Wochen, Auszeichnungen, Anmerkungen) | Anmerkungen |
| Jahr | Titel                    | DE | CH | Anmerkungen |
| ---- | ------------------------ | --- | --- | ----------- |
| 2001 | Powerride                | DE72 (1 Wo.)DE | CH64 (3 Wo.)CH | Point Music |
| 2003 | Rising                   | DE69 (1 Wo.)DE | CH21 (7 Wo.)CH | Point Music |
| 2005 | Fall                     | — | CH28 (6 Wo.)CH |             |
| 2007 | Infected                 | DE86 (1 Wo.)DE | CH7 (9 Wo.)CH |             |
| 2009 | Everest                  | — | CH4 (14 Wo.)CH |             |
| 2011 | Back on Track            | DE84 (1 Wo.)DE | CH2 (11 Wo.)CH |             |
| 2013 | Powerplay                | DE81 (1 Wo.)DE | CH1 (8 Wo.)CH |             |
| 2014 | 33 – The Best Of         | — | CH17 (5 Wo.)CH |             |
| 2016 | High Noon                | DE53 (1 Wo.)DE | CH2 (12 Wo.)CH |             |
| 2017 | Life Tales – The Ballads | — | CH22 (7 Wo.)CH |             |
| 2017 | Snakes & Ladders         | DE73 (1 Wo.)DE | CH3 (14 Wo.)CH |             |
| 2020 | Mad World                | DE42 (1 Wo.)DE | CH2 (8 Wo.)CH |             |
| 2023 | Invincible               | DE62 (1 Wo.)DE | CH1 (6 Wo.)CH |             |

Weitere Alben
- 1998 Shakra (Point Music)
- 1999 Moving Force (Point Music)
- 2000 The Live Side (Point Music, Live)

### Radiosingles
| Jahr | Titel Album | Höchstplatzierung, Gesamtwochen, AuszeichnungChartsChartplatzierungen (Jahr, Titel, Album, Platzierungen, Wochen, Auszeichnungen, Anmerkungen) | Anmerkungen |
| Jahr | Titel Album | CH | Anmerkungen |
| ---- | ----------- | --- | ----------- |
| 2009 | Why Everest | CH51 (1 Wo.)CH |             |

Weitere Radiosingles
- I Will Be There
- Rising High
- Make It Alright
- Immortal
- Love Will Find a Way
- Acheron’s Way
- When I See You
- Wonderful Life
- Hello

### Videoalben
- 2004 My Life My World (Point Music, Live-DVD+CD)

### Sonstige Veröffentlichungen
- 2013: Save You from Yourself (Kompilationsbeitrag Bock uf Rock Vol. 6)[3]